# Alfred von Arneth
Alfred Ritter von Arneth (Viena, 10 de julho de 1819 – Viena, 30 de julho de 1897) foi um historiador e político austríaco.

## Biografia
Arneth nasceu em Viena, filho do Joseph von Arneth (1791-1863) e da atriz de teatro Antonie Adamberger (1790-1867). Seu pai foi um conhecido historiador e arqueólogo, que escreveu a história do Império Austríaco (Viena, 1827) e diversas obras sobre numismática e irmão do Doutor Franz Hektor von Arneth (1818-1907).

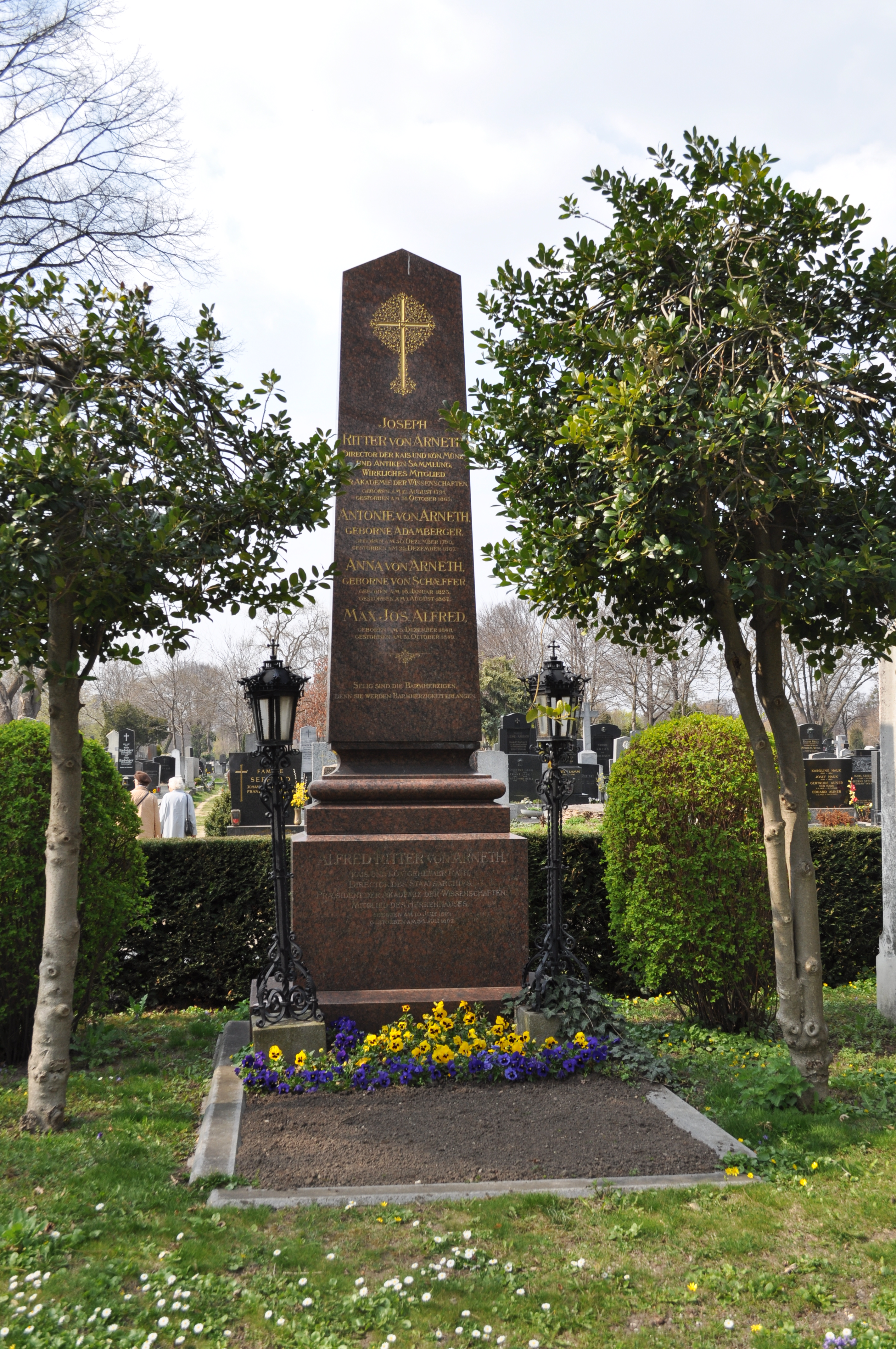
Sepultura de Alfred von Arneth no Cemitério Central de Viena

Alfred Arneth estudou Direito, e após formar-se em 1841, tornou-se funcionário dos arquivos do Estado austríaco, onde em 1868, foi nomeado guardião. Era um liberal moderado na política e um defensor da unidade alemã. Como tal, foi eleito para o Parlamento de Frankfurt em 1848. Em 1861 se tornou membro da Dieta da Baixa Áustria e em 1869 foi nomeado para a Câmara alta austríaca (Reichsrat). Em 1879, foi nomeado presidente da Kaiserliche Academie der Wissenschaften (Academia de Ciências) em Viena, e em 1896 sucedeu Heinrich von Sybel como presidente da comissão histórica em Munique.
Von Arneth foi um trabalhador incansável, e, como diretor dos arquivos, a sua vontade de ouvir os conselhos de especialistas, bem como o seu próprio bom senso, ajudaram a promover um tratamento mais científico e o uso dos registros públicos na maior parte do arquivos da Europa. Era conhecido por seu temperamento científico e por se utilizar de fontes originais.
Alfred von Arneth casou em 30 de maio de 1844 com Nina von Schäfer, filha de um médico. Sua única filha, Auguste (1845-1912), casou em 1867 com Otto Freiherrn von Eiselsberg (1834-1896).

## Publicações
- Leben des Feldmarschalls Grafen Guido Starhemberg (Viena, 1863)
- Prinz Eugen von Savoyen (3 volumes, Viena, 1864)
- Gesch. der Maria Theresa (10 volumes, Viena, 1863-1879)
- Maria Theresa u. Marie Antoinette, ihr Briefwechsel (Viena, 1866)
- Marie Antoinette, Joseph II. and Leopold II., ihr Briefwechsel (1866)
- Maria Theresa and Joseph II., ihre Korrespondenz samt Briefen Josephs an seinen Bruder Leopold (3 volumes, 1867)
- Beaumarchais and Sonnenfels (1868)
- Joseph II. and Katharina von Russland, ihr Briefwechsel (1869)
- Johann Christian Barthenstein and seine Zeit (1871)
- Joseph II. und Leopold von Toskana, ihr Briefwechsel (2 volumes, 1872)
- Briefe der Kaiserin Maria Theresa an ihre Kinder and Freunde (4 volumes, 1881)
- Marie Antoinette: Correspondance secrète entre Marie-Thérése et le comte de Mercy-Argenteau (3 volumes, Paris, 1875), em colaboração com Auguste Geoffroy
- Graf Philipp Cobenzl und seine Memoiren (1885)
- Correspondance secrète du comte de Mercy-Argenteau avec l'empereur Joseph IL et Kaunitz (2 volumes, 1889-1891), em colaboração com Jules Flammermont
- Anton Ritter von Schmerling. Episoden aus seinem Leben 1835, 1848-1849 (1895)
- Johann Freiherr von Wessenberg, ein österreichischer Staatsmann des 19. Jahrh. (2 volumes, 1898).

Arneth publicou também em 1893 dois volumes das suas primeiras reminiscências, sob o título Aus meinem Leben.

## Seus trabalhos online
- Arneth, A. / Maria Theresia und der Hofrath von Greiner. 1859. In: Die vorgebliche Tochter der Kaiserin Elisabeth Petrowna : nach den Akten des Kaiserlich Russischen Reichsarchiv's. Berlin: Carl Duncker, 1867. 70 p. – disponível na University Library in Bratislava Digital Library
- Arneth, Alfred / Maria Theresia: I. Wien: Jacob & Holzhausen, 1863. 425 p. – disponível na University Library in Bratislava Digital Library
- Arneth, Alfred / Maria Theresia und Marie Antoinette: ihr Briefwechsel während der Jahre 1770–1780. Wien: Wilhelm Braumüller, 1865. 373 p. – disponível na University Library in Bratislava Digital Library
- Arneth, Alfred / Briefe der Kaiserin Maria Theresia an ihre Kinder und Freunde: Band 1. Wien: Wilhelm Braumüller, 1881. 438 p. – disponível na University Library in Bratislava Digital Library
- Arneth, Alfred / Briefe der Kaiserin Maria Theresia an ihre Kinder und Freunde : Band 2. Wien: Wilhelm Braumüller, 1881. 524 p. – disponível na University Library in Bratislava Digital Library
- Arneth, Alfred / Briefe der Kaiserin Maria Theresia an ihre Kinder und Freunde : Band 3. Wien: Wilhelm Braumüller, 1881. 490 p. – disponível na University Library in Bratislava Digital Library
- Arneth, Alfred / Briefe der Kaiserin Maria Theresia an ihre Kinder und Freunde : Band 4. Wien: Wilhelm Braumüller, 1881. 631 p. – disponível na University Library in Bratislava Digital Library
- Arneth, Alfred / Maria Theresia und Joseph II. : ihre Correspondenz sammt Briefen Joseph's an seinen Bruder Leopold : 1. Band : 1761–1772. Wien: Carl Gerold's Sohn, 1867. 418 p. – disponível na University Library in Bratislava Digital Library
- Arneth, Alfred / Maria Theresia und Joseph II. : ihre Correspondenz sammt Briefen Joseph's an seinen Bruder Leopold : 2. Band : 1773 – Juli 1778. Wien: Carl Gerold's Sohn, 1867. 410 p. – disponível na University Library in Bratislava Digital Library
- Arneth, Alfred / Maria Theresia und Joseph II. : ihre Correspondenz sammt Briefen Joseph's an seinen Bruder Leopold : 3. Band : August 1778–1780. Wien: Carl Gerold's Sohn, 1868. 411 p. – disponível na University Library in Bratislava Digital Library
- Fromageot / Jahrbücher der Regierung Marien Theresiens, verwittibten Kaiserinn, Königinn zu Ungarn und Böhmen, Erzherzoginn zu Oesterreich, u. u. : aus dem Französischen ... – Wien: Leipzig: Joseph Kurzböck, 1776. 374 p. – disponível na University Library in Bratislava Digital Library
- Das goldene Jahrhundert oder Maria Theresia und Friedrich. Augsburg: bey Albert Friedrich Bartholomäi, 1779. 190 p. – disponível na University Library in Bratislava Digital Library
- Mariae II. Ungariae regis quadragesimi octavi Decretum Tertium. Posonii: [s.n.], 1764. 12 p.  – disponível na University Library in Bratislava Digital Library
- Mária Terézia / Constitutio criminalis Theresiana : aneb Ržímské Cýsařske w Uhřich a w Cžechách etc. etc. Králowské Aposstolské Milosti Marye Terezye Arcý-Kněžny Rakauské, etc. etc, hrdelní Práwní Ržád. W Wídni : Wytisstěný u Jána Tomásse urozeného z Trattnern, 1769. 374 p. – disponível na University Library in Bratislava Digital Library
- de BROGLIE, Albert le duc / Marie-Thérese impératrice : 1744–1746 : 1. Paris: Calmann Lévy, 1890. 466 p. – disponível na University Library in Bratislava Digital Library
- Transaction mit dem Erz-Stift Salzburg : Güttenbergische Berg-Gerichts Jurisdiction ; Maria Theresia, Erz-Herzogin zu Österreich ; Index alphabeticus ; Mariae Theresiae, Erz-Herzogin zu Österreich ; Index Alphabeticus ; Index Alphabeticus ; Mariae Theresia, ... Wien: Leopold Johann Kalivoda, 1759. 289 p. – disponível na University Library in Bratislava Digital Library